# كاتي فيذرستون
كاتي فيذرستون (بالإنجليزية: Katie Featherston)‏ مواليد 20 أكتوبر 1982 في تكساس، الولايات المتحدة، هي ممثلة أمريكية بدأت مسيرتها الفنية عام 2005.

## الأعمال

### أفلام
- نشاط خارق

## روابط خارجية
- كاتي فيذرستون على موقع IMDb (الإنجليزية)
- كاتي فيذرستون على موقع ألو سيني (الفرنسية)
- كاتي فيذرستون على موقع أول موفي (الإنجليزية)
- كاتي فيذرستون على موقع قاعدة بيانات الأفلام السويدية (السويدية)
- كاتي فيذرستون على موقع قاعدة بيانات الفيلم (الإنجليزية)
- كاتي فيذرستون على موقع كينوبويسك (الروسية)